# Западная Рабочая группа
Западная Рабочая группа (тур. Batı Çalışma Grubu) – предполагаемая тайная группировка, сформировавшаяся среди турецкой военной элиты к середине 1990-х годов в условиях опасности исламистской радикализации турецкого политического руководства. Предполагается, что она была связана с конспиративной деятельностью ультранационалистической организации «Эргенекон». Её основание связывается с личностью авторитетного представителя турецкого военного командования Чевика Бира, который к 1997 году занимал должность заместителя начальника Генштаба Турции и контролировал деятельность армейских групп. 

## Предполагаемое число участников
Группа была сформирована в рамках подготовки военного меморандума 1997 года, который был направлен против засилья политических исламистов в органах гражданского управления Турции и преследовал цель смещения радикального, антисекулярного правительства Неджметтина Эрбакана. Группа активно действовала по крайней мере до мая 2009 года, когда подверглась публичному разоблачению посредством обвинительных публикаций в ряде проправительственных СМИ Турции. Костяк этой конспиративной группы составляли военные деятели, авторитетные журналисты и публицисты, академические деятели, политики-секуляристы. На начальном этапе Западная Рабочая группа занималась классификацией военных, журналистов, преподавателей, представителей пенитенциарной системы и политических активистов на группы по критерии опасности, которую они представляют для идеологии секулярного кемализма. Деятельность группы также включала в себя мониторинг отдельных этнорелигиозных групп за пределами Турции. Предполагается, что к 1997 года в состав группы, которую координировали высокопоставленные генералы, адмиралы и руководители сил спецназа Турции вошло примерно 6 миллионов человек, а её представители тайно входили в состав почти всех государственных учреждений, правительственных заведений, учебных заведений (в том числе Совет по высшему образованию Турции) и органов печати.

## Контакты с Национальной разведывательной организацией
Чевик Бир впоследствии признавался, что он создал группу по приказу начальника Генштаба Измаила Хакки Кардауи, и назвал эту группу легальной организацией, деятельность которой была направленной на защиту основ существования Турции в соответствии с принципами Совета национальной безопасности, чьё историческое собрание по выдвижению меморандума правительству Эрбакана произошло 28 февраля 1997 года. По данным главы Турецкой жандармерии Четина Сатена, руководители ЗРГ стремились противостоять официальной службе государственной разведки и готовились создать свою автономную разведывательную систему, что соответствовало концепции «глубинного государства», о существовании которого в современной Турции выдвигаются разные мнения.  В частности, представители Национальной разведывательной организации заявляли, что члены ЗРГ вступали с ними в контакты с целью добиться получения необходимой информации.

## Другие планы
В 2011 и 2013 году проправительственная газета «Today's Zaman» приводила слова военного чиновника, который якобы посещал собрания ЗРГ, проводимые влиятельным турецким военачальником Четином Доганом, и по итогам собраний у него возникало ощущение, что он присутствует при формировании «оккупационной армии». Публикации, посвящённые «заговорам военных» в проправительственных органах печати с 2009 года часто носят бездоказательный характер и не всегда могут быть проверены по существу. Согласно этим же публикациям, якобы в начале 2000-х годов группа утратила активность и начала фрагментироваться, но к 2003 году она снова была активизирована в рамках подготовки к реализации военного плана «Кувалда». По другим данным, ведущее звено этой группы было аффилировано в кабинет министров Месута Йылмаза (с 30 июня 1997 года по 11 января 1999 года) и далее в правительство Бюлента Эджевита, тогда - лидера Демократической левой партии, получив название «Совет по мониторингу при премьер-министре» (тур. Başbakanlık Takip Kurulu, BTK). Считается, что записи ЗРГ были использованы Турецким пенсионным армейским фондом при принятии решения об отправке в отставку 35 руководителей сталелитейного предприятия «Erdemir».
В дальнейшем, по мнению государственных обвинителей Турции, активисты ЗРГ принимали участие в планировании провокационной диверсии в рамках операции «Клетка», и ряд предполагаемых членов ЗРГ был привлечён к уголовной ответственности в рамках дела «Эргенекона».

## Судебное преследование
В 2009 году группа Encümen-i Daniş была официально разоблачена и обвинена в том, что её гражданское ответвление регулярно отправляло доклады бывшим президентам страны, минуя действующего президента. Об этом сообщал один из ведущих исследователей скандала в Сусурлуке Мехмет Элкатмиш, однако член группы Encümen-i Daniş турецкий парламентарий Мурат Сёкменоглу официально опроверг сообщения о возможной связи с ЗРГ или «Эргенеконом», отметив, что группа представляет собой неформальное общественно-просвитетительское объединение, основанное в 1954 году и названное в честь военно-морского офицера, шестого президента Турции Фахри Корутюрка.
В 2012 году часть людей, заподозренных в причастности к ЗРГ, были арестованы и подвергнуты судебному преследованию. В число арестованных вошли отставные турецкие военные деятели, например, Энгин Алан, который возглавлял турецкие силы специального назначения с 1996 по 2000 год и был активным участником «постмодернистского переворота» 1997 года, а также Ахмет Чёрекчи, Теоман Коман (главнокомандующий турецкой жандармерии к 1997 году), сам Четин Доган, Ильхан Килич и Хикмет Коксал (главнокомандующий турецкой армии во время «постмодернистского переворота»). Примечательно, что одним из главных обвинений, которое было выдвинуто государственными прокурорами в адрес арестованных высокопоставленных военных, было стремление подвергнуть судебному преследованию Реджепа Тайипа Эрдогана в 1999 году за публичное прочтение стихотворения исламистско-националистического содержания и последующее тюремное заключение, которому он подвергся.